# Platyrhacus andersonii
Platyrhacus andersonii är en mångfotingart som beskrevs av Pocock 1895. Platyrhacus andersonii ingår i släktet Platyrhacus och familjen Platyrhacidae. Inga underarter finns listade i Catalogue of Life.